# الهند في الألعاب الأولمبية
الهند في الألعاب الأولمبية وهي الألعاب التي تقوم اللجنة الأولمبية الهندية بالإشراف في شؤون مشاركاتها، عندما كانت تحت الإستعمار البريطاني شاركت الهند لأول مرة في دورة دورة 1900 في باريس عاصمة فرنسا، بينما فازت بأول ميدالية لها في دورة 1928 في أمستردام عاصمة هولندا، وشاركت أول مرة كدولة مستقلة في الألعاب الأولمبية الصيفية 1952 في هلسنكي عاصمة فنلندا،فازت الهند بمشاركاتها في الألعاب الأولمبية الصيفية بمجموع 26 ميدالية، معظم ميداليات الهند التي فازت بها كانت برياضة هوكي الحقل للرجال، حيث يعدّ منتخب الهند لهوكي الحقل للرجال من أقوى المنتخبات في هذه الرياضة، حيث فاز ب11 ميدالية منها 8 ميداليات ذهبية، وأول ميدالية ذهبية فازت بها ما عدا رياضة هوكي كانت في الرماية بواسطة أبهيناف بيندرا في بكين 2008، في الألعاب الأولمبية الشتوية شاركت الهند فيها 9 مرات وكانت مشاركتها الأولى في دورة 1964 في إنسبروك في النمسا ولم تفز بأي ميدالية حتى الآن.